# Insula Fernandina

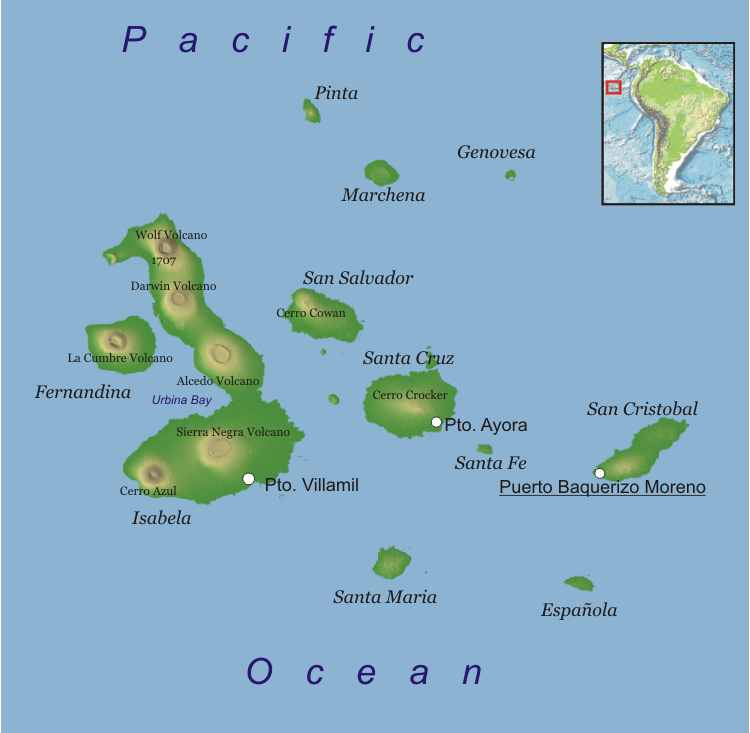
Insulele Galapagos

Insula Fernandina, cunoscută și ca Insula Norborough, este a treia ca mărime din Insulele Galapagos și cea mai tânără dintre acestea. Insula este aproape în întregime formată dintr-un vulcan, care a erupt ultima oară în aprilie 2009.

## Istoric
Pe data de 14 februarie 1825, în timp ce ancora în Golful Banks, Căpitanul Benjamin Morrell a menționat una dintre cele mai mari erupții din istoria Galapagosului, pe această insulă. Vasul lui a supraviețuit erupției și mențiunea lui a rămas păstrată de-a lungul vremii. 
Fernandina are o suprafață de 642 kilometri pătrați și o înălțime maximă de 1476 metri, având o calderă cu o circumferință de aproximativ 6,5 kilometri. Caldera s-a prăbușit cu 350 de metri în 1968, formându-se ulterior un mic lac pe fundul calderei, în partea de nord a acesteia. 
Din cauza recentei sale activități vulcanice, insula nu prezintă foarte multe specii de plante și are un aspect aproape în totalitate cenușiu. Vizitatorilor li se permite să viziteze doar partea exterioară a craterului, din considerente de siguranță. Fauna insulei se găsește pe o fâșie îngustă de pământ numită Punta espinoza, aceasta fiind constituită din sute de iguane marine. De asemenea, aici mai pot fi întâlniți cormoranii care nu zboară, pinguini, pelicani și lei de mare.

## Activitatea vulcanică

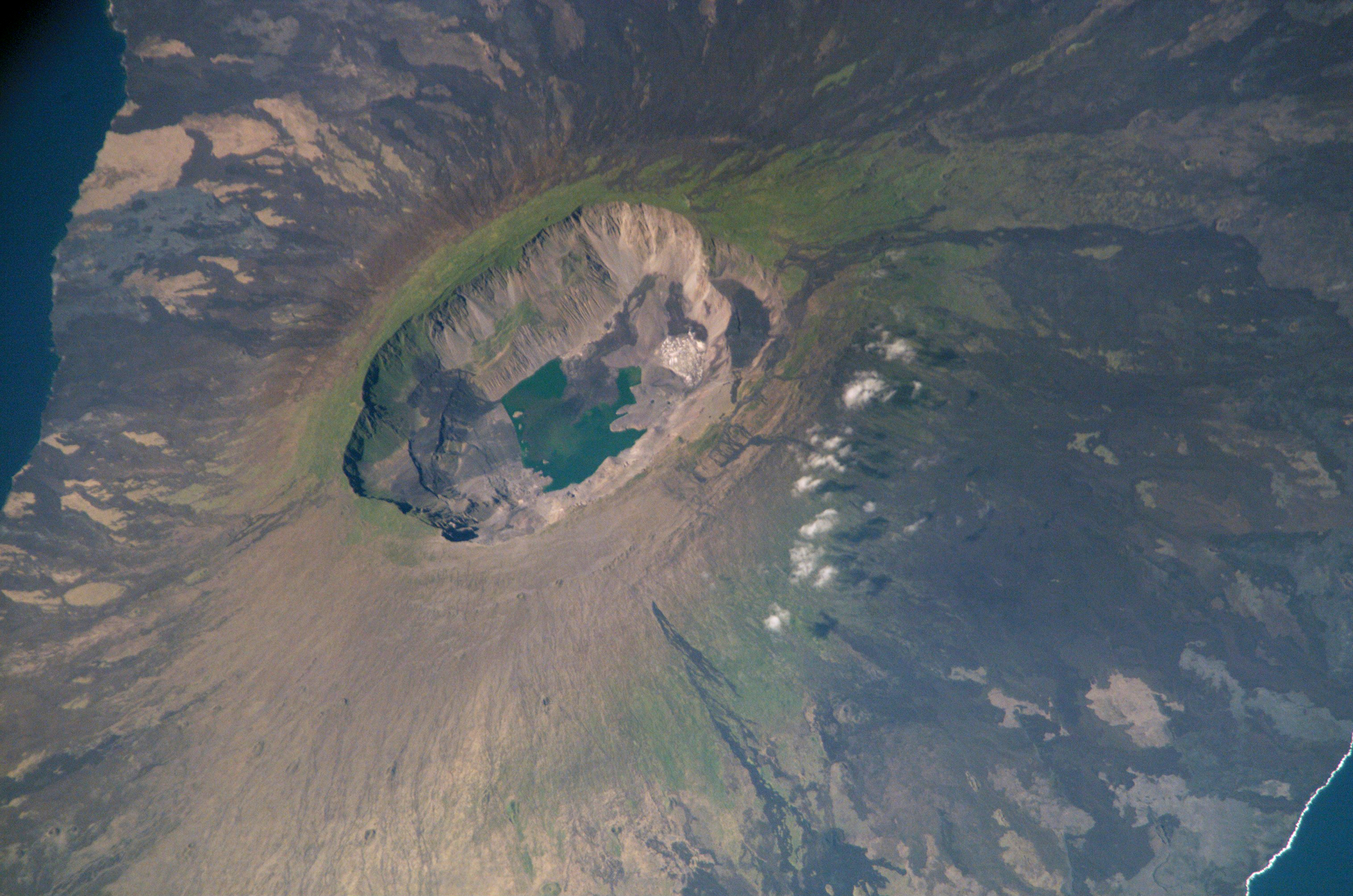
Vulcanul La Cumbre

Fauna insulelor Galapagos este amenințată de erupția din aprilie 2009 a vulcanului La Cumbre, situat pe insula Fernandina. Întreaga zonă este inclusă pe lista obiectivelor din patrimoniul natural al umanității. Autoritățile Parcului Natural din Galapagos, au indicat că, probabil, au fost afectate iguane terestre și marine și alte specii precum lupii de mare. „Lava a ajuns pana în mare”, a informat organismul, într-un comunicat.
„Arhipelagul Galapagos este format din roci vulcanice, iar aceste evenimente sunt naturale”, a amintit comunicatul.
Erupția s-a declanșat la aproximativ 500 de metri de craterul vulcanului, pe flancul sud-vestic, formând un șuvoi de lavă care poate atinge 15 metri în înălțime. Erupția nu reprezintă totuși un pericol pentru Isabela, cea mai apropiată insulă populată.